# Pavol Jozef Šafárik
Pavol Jozef Šafárik (Safáry, Schaffáry, Schafary, Saf(f)arik, Šafarík, Szafarzik; cz. Pavel Josef Šafařík; niem. Paul Joseph Schaffarik; łac. Paulus Josephus Schaffarik; węg. Pál József Saf(f)arik; pol. Paweł Józef Szafarzyk; ur. 13 maja 1795 w Kobeliarovie, zm. 26 czerwca 1861 w Pradze) – słowacki poeta, historyk, etnograf, slawista i profesor uniwersytecki.

## Życiorys
Šafárik urodził się w Kobeliarovie we wschodniej Słowacji w rodzinie protestanckiego duchownego. Jego ojciec, Pavel (1761–1831), który tuż przed narodzeniem Pavla Jozefa został predykatorem (mówcą kościelnym) w Kobeliarovie, miał już z małżonką Kataríną (zmarłą w 1812 r.), którą poślubił w 1782 r., trójkę dzieci: Jána (lat 12), Márię (lat 10) i Samuela (lat 7).
Niewiele wiadomo o dalszych przodkach Šafárika, najprawdopodobniej rodzina wywodziła się od któregoś z emigrantów czeskich, należących do Braci czeskich, zmuszonych do opuszczenia Czech po klęsce na Białej Górze i rozproszenia się po różnych krajach (głównie w Polsce). Na Węgrzech uchodźcy ci po 1647 r. połączyli się z kalwinistami, zachowując jednak łączność z tradycjami husyckimi.
Duże zasługi dla późniejszej twórczości Šafárika położył jego ojciec, który licząc, iż syn pójdzie w jego ślady, już w wieku dziecięcym zaczął uczyć go oprócz pisania i czytania, również języka łacińskiego. W 1805 r. dziesięcioletni Šafárik został oddany do gimnazjum w Rożniawie, gdzie przykładając się do nauki opanował też język węgierski i niemiecki. W 1808 r. uzyskał od rektora gimnazjum świadectwo upoważniające do kontynuacji nauki z pominięciem jednego roku na wyższym poziomie gimnazjalnym w Dobszynie, dzięki czemu ukończył je już w 1810 r. Następnie piętnastoletni Šafárik kontynuował naukę w liceum protestanckim w Kieżmarku (gdzie wcześniej uczęszczał jego ojciec), którego profil pedagogiczno-religijny ukierunkowywał do dalszych studiów filozoficznych i teologicznych (najczęściej w Niemczech). Przez cztery lata nauki w kieżmarskim liceum Šafárik z doskonałym rezultatem ukończył kursy filozofii, prawa i polityki, teologii, uzupełnione studium greki i hebrajskiego (w 1813 r. Šafárik nawet został administracyjnie wyznaczony nauczycielem języka hebrajskiego). W okresie studiów w Kieżmarku (około 16 roku życia) w Šafáriku obudziła się świadomość przynależności słowiańskiej (na co wpływ miał m.in. nacisk madziaryzacyjny). Wobec słabego jeszcze poczucia samoświadomości i odrębności narodowej Słowaków wiązało się to wówczas ze wzrostem poczucia łączności z językiem i kulturą czeską.
W 1845 odznaczony został Pour le Mérite za Naukę i Sztukę.

## Twórczość
Swoje dzieła pisał przeważnie po niemiecku i po czesku. Najbardziej znane Słowiańskie starożytności (Slovanské starožitnosti), po pokonaniu trudności związanych ze znalezieniem wydawcy, ukazały się w postaci sześciu zeszytów od czerwca 1836 r. do września 1837 r. Dzieło to składające się ostatecznie z dwóch tomów (VIII + 1006 stron) było pierwszym w piśmiennictwie narodów słowiańskich tak obszernym i wszechstronnym, a jednocześnie pisanym w pełnej zgodności z ówczesną metodologią naukową i choć z wyraźną tendencją „prosłowiańską”, to jednak w duchu obiektywizmu, ukazaniem dziejów Słowiańszczyzny od czasów najdawniejszych, z szerokim uwzględnieniem jej otoczenia.
Ta fundamentalna praca w latach 1842–1844 została przetłumaczona przez Hieronima Bońkowskiego na język polski i wydana w Poznaniu przez Walentego Stefańskiego. Z niej pełnymi garściami (mimo wytknięcia wielu nieścisłości) czerpał Gerard Labuda i już w 1949 r. postulował wznowienie. O niej też w 1998 r. pisał Aleksander Gieysztor, iż zawiera sumę dotychczasowej wiedzy na temat najstarszych dziejów Słowian. Aż 159 lat czekała na wydanie II, nakładem PTPN, a w zasadzie reprint z korektą i posłowiami Tadeusza Lewaszkiewicza i Jerzego Strzelczyka.